# Samuel Atrous
Samuel Atrous (* 15. Februar 1990 in Roncq) ist ein französischer Fußballtorhüter.

## Vereinskarriere
Atrous begann das Fußballspielen im Alter von vier Jahren bei einem kleinen Klub aus Hem in Nordfrankreich. Er spielte daneben kurzzeitig für einen Verein aus Lille, bevor er im Jahr 2001 mit elf Jahren in die Jugend des Traditionsvereins RC Lens aufgenommen wurde. Bei Lens wurde er 2008 in die Reservemannschaft aufgenommen. Zuerst spielte der junge Torwart nur unregelmäßig für das Viertligateam, wurde 2009 aber dennoch in den Profikader aufgenommen. Zwar konnte der zu diesem Zeitpunkt 19-Jährige zunächst keine Einsätze in der ersten Liga verbuchen, doch lief er fortan regelmäßig für die zweite Mannschaft auf. 2011 musste er ohne aktive Beteiligung den Abstieg der ersten Mannschaft in die zweite Liga hinnehmen. Nachdem er 2011 zwei Jahre lang dem Profiteam angehört hatte, ohne jemals für dieses spielen zu dürfen, wurde Atrous für die Saison 2011/12 an den Drittligisten Aviron Bayonnais verliehen. Dort kam der Torhüter verletzungsbedingt über eine einzige Drittligapartie allerdings nicht hinaus, weswegen er wegen einer zuvor getroffenen Vereinbarung zwischen den Vereinen bereits im Januar 2012 nach Lens zurückkehrte.
Anders als in den Vorjahren, in denen Atrous zumeist für die Reserve gespielt hatte, war er für die Spielzeit 2012/2013 hinter Rudy Riou als Ersatztorwart vorgesehen und nahm daher in der Regel auf der Bank platz. Als Riou aufgrund einer Verletzung nach der Halbzeitpause in der Kabine blieb, übernahm der 23-jährige Atrous am 4. März 2013 beim 1:2 gegen den FC Nantes seine Position und erreichte damit sein Zweitliga- und zugleich sein Profidebüt. Ein Tor in der Nachspielzeit verhinderte, dass er dabei ohne Gegentor blieb. Am 12. April desselben Jahres lief Atrous gegen den SM Caen erstmals von Beginn an auf und bestritt bei dem 0:0 sein erstes Profispiel ohne Gegentor. Im Verlauf der Spielzeit 2013/14 wurde er hingegen nicht für die Profimannschaft aufgeboten und hatte so keinen direkten Anteil am zum Saisonende erreichten Erstligaaufstieg.
Nach dem Sprung in die höchste Spielklasse blieb er in Lens unverändert in seiner Reservistenrolle. Nach seinem Vertragsende im Sommer 2015 blieb er zeitweise vereinslos, bevor er sich im November 2015 dem Viertligisten IC Croix anschloss.

## Nationalmannschaft
Auch wenn er trotz seiner 21 Jahre noch keinen einzigen Profieinsatz bestritten hatte, wurde Atrous 2011 für die französische U-21-Auswahl berücksichtigt. Bei dem 1:1 im Freundschaftsspiel gegen die Ukraine am 5. Juni 2011 saß er hinter Joris Delle auf der Bank, wurde jedoch zur Halbzeitpause eingewechselt und blieb ohne Gegentor. Für Atrous blieb es das einzige Länderspiel.